# 不一樣的月光
《不一樣的月光 : 尋找沙韻》（泰雅語：Inina Ptnaq Na Bcingan），2011年臺灣電影。是一部原住民溫馨喜劇。
為一部從原住民觀點出發的電影，原住民編導，邀請實力派演員們共同演出。 揭開『莎韻之鐘』神秘面紗，宜蘭縣南澳鄉歷史場景實地再現。於2009年7月29日開拍。於2011年11月25日在臺灣上映。

## 故事大綱
故事源自於一個日治時代發生在黑皮部落的故事--泰雅少女落難的事件，此事件吸引了電視臺劇組前來探勘，想要拍攝以此故事和黑皮部落為主的電視劇。但故事男主角，年輕的泰雅獵人-尤幹，始終搞不懂，一個鐘 和 一個破損石碑，卻讓這些外地人常常跑來部落。尤幹認為他們閒閒沒事做。而他卻要一邊讀書，一邊打獵。
未預期的一場喪禮，讓尤幹的叔叔，國會議員助理-尤命回到了部落。他原本是三不五時往臺北跑，但因初戀情人的丈夫意外身亡，決定留在部落來幫忙。
電視臺劇組，藉由尤命的幫助，在部落蒐集資訊，找尋相關的人事物，好客的尤命，熱心地提供任何他們想要的線索。而那神秘的泰雅少女—『莎韻』，也從眾說紛紜中，越來越清楚。

## 演員陣容
| 演員姓名    | 角色姓名 | 介紹 |
| 吉娃斯·杜嵐 | 小蘭     | 典型外柔內剛的堅強泰雅女子，尤命的初戀情人，丈夫驟逝的她，逃避於現實活著。                                       |
|             | 小茹     | 熱愛原住民部落，擔任劇組企劃、執行。經過一趟部落洗禮後，不再用自以為是的眼光看部落，是個善良的女孩。             |
| 尤勞.尤幹   | 尤命     | 國會議員助理、養豬大戶、商行老闆集一身頭銜的他，是尤幹的舅舅。                                                   |
| 韋秀惠      | 莎韻     | 慧貞學姊-是尤幹在學校愛慕的對象，慧貞功課好，今年正準備考大學。與幾十年前落難的少女同名『莎韻』。                |
| 曹世輝      | 尤幹     | 在部落是年輕獵人，在學校是足球高手。鬼靈精怪、聰明善良。有著泰雅族少年的俊美外表，被電視劇組視為主要的年輕對象。 |

## 電影歌曲
上帝愛原住民

## 相關連結
- 不一樣的月光的Facebook專頁
- Yahoo奇摩電影上《不一樣的月光》的資料（繁體中文）
- MSN娛樂上《不一樣的月光》的資料（繁體中文）

- 開眼電影網上《不一樣的月光》的資料（繁體中文）
- 豆瓣电影上《不一樣的月光》的資料 （简体中文）
- 时光网上《不一樣的月光》的資料（简体中文）
- 香港影庫上《不一樣的月光》的資料（繁體中文）
- 互联网电影数据库（IMDb）上《不一樣的月光》的资料（英文）